# Reggenza di Pasaman Occidentale
La reggenza di Pasaman Occidentale (in indonesiano: Kabupaten Pasaman Barat) è una reggenza dell'Indonesia, situata nella provincia di Sumatra Occidentale.